# Semaine 31
D'après la norme ISO 8601, une semaine débute un lundi et s'achève un dimanche, et une semaine dépend d'une année lorsqu'elle place une majorité de ses sept jours dans l'année en question, soit au moins quatre. Dès lors, la semaine 31 est la semaine du trente-et-unième jeudi de l'année. Elle suit la semaine 30 et précède la semaine 32 de la même année.
La semaine 31 est pratiquement toujours la semaine du 2 août, sauf exceptionnellement, dans le cas d'une année bissextile commençant un jeudi.
Elle commence au plus tôt le 26 juillet et au plus tard le 2 août.
Elle se termine au plus tôt le 1er août et au plus tard le 8 août.

## Notations normalisées
La semaine 31 dans son ensemble est notée sous la forme W31 pour abréger.
| Jour de la semaine 31 | Notation |
| --------------------- | -------- |
| Lundi                 | W31-1    |
| Mardi                 | W31-2    |
| Mercredi              | W31-3    |
| Jeudi                 | W31-4    |
| Vendredi              | W31-5    |
| Samedi                | W31-6    |
| Dimanche              | W31-7    |

## Cas de figure
| Cas | Le 31 décembre est… | L'année est une année… | Le trente-et-unième jeudi de l'année tombe… | La semaine 31 débute… | La semaine 31 s'achève… | Premier cas après 2008 |
| --- | ------------------- | ---------------------- | ------------------------------------------- | --------------------- | ----------------------- | ---------------------- |
| 0   | Un vendredi         | bissextile DC          | Le 29 juillet                               | Le lundi 26 juillet   | Le dimanche 1er août    | 2032                   |
| 1   | Un jeudi            | D ou ED                | Le 30 juillet                               | Le lundi 27 juillet   | Le dimanche 2 août      | 2009                   |
| 2   | Un mercredi         | E ou FE                | Le 31 juillet                               | Le lundi 28 juillet   | Le dimanche 3 août      | 2014                   |
| 3   | Un mardi            | F ou GF                | Le 1er août                                 | Le lundi 29 juillet   | Le dimanche 4 août      | 2013                   |
| 4   | Un lundi            | G ou AG                | Le 2 août                                   | Le lundi 30 juillet   | Le dimanche 5 août      | 2018                   |
| 5   | Un dimanche         | A ou BA                | Le 3 août                                   | Le lundi 31 juillet   | Le dimanche 6 août      | 2017                   |
| 6   | Un samedi           | B ou CB                | Le 4 août                                   | Le lundi 1er août     | Le dimanche 7 août      | 2011                   |
| 7   | Un vendredi         | C                      | Le 5 août                                   | Le lundi 2 août       | Le dimanche 8 août      | 2010                   |

1. 1 2 3  Dans ce cas, l'année compte une semaine 53.